# Frederick Ledlin
Frederick „Fred“ Ledlin (* 27. April 1963 in Coquitlam, British Columbia) ist ein ehemaliger kanadischer Eishockeyspieler, der in der Eishockey-Bundesliga für den EC Hedos München und den EHC Freiburg sowie in der Deutschen Eishockey Liga für die Adler Mannheim spielte.

## Karriere
Der 1,85 m große Stürmer begann seine Karriere bei verschiedenen Teams in der kanadischen Juniorenliga WHL, bevor er 1987 von der University of British Columbia zum SC Riessersee in die Zweite Deutsche Bundesliga wechselte. 
Über den Ligakonkurrenten Neusser SC kam der Kanadier zum EC Hedos München in die 1. Bundesliga, wo er in der Saison 1989/90 fünf Spiele absolvierte und dabei ein Tor und zwei Assists erzielen konnte. 1992 wechselte Frederick Ledlin zum EHC Freiburg, doch auch für die Breisgauer absolvierte er nur zwei Bundesligapartien. Zur Gründung der DEL 1994 unterschrieb Ledlin einen Vertrag bei den Adler Mannheim, die er jedoch nach nur einer Spielzeit in Richtung EC Bad Tölz aus der zweitklassigen "1. Liga" verließ. Für die Bayern stand der Angreifer zweieinhalb Jahre lang auf dem Eis, Ledlins letzte Zweitligastation war der ERC Ingolstadt, für den er von 1997 bis 1999 aktiv war.
Über den Deggendorfer SC wechselte der Kanadier 2000 zum ERC Selb, wo er seine Karriere nach einer Spielzeit im Alter von 38 Jahren beendete.

## Karrierestatistik
(Legende zur Spielerstatistik: Sp oder GP = absolvierte Spiele; T oder G = erzielte Tore; V oder A = erzielte Assists; Pkt oder Pts = erzielte Scorerpunkte; SM oder PIM = erhaltene Strafminuten; +/− = Plus/Minus-Bilanz; PP = erzielte Überzahltore; SH = erzielte Unterzahltore; GW = erzielte Siegtore; 1 Play-downs/Relegation; Kursiv: Statistik nicht vollständig)